# Анна Пустовойтова
Анна Теофиловна Пустовойтова или Анна Хенрѝка Пустовуйту̀вна (на полски: Anna Teofilowna Pustowójtówna, Anna Henryka Pustowójtówna; на френски: Henriette Pustawoitoff, Henriette Lewenhard; на руски: Анна Троф́имовна Пустовойт́ова, Анна Теофиловна Пустовойтова; 3 юли 1843, Вежховиска – 2 май 1881, Париж) – полска революционерка, дъщеря на руския генерал Трофим (Теофил) Павлович Пустовойтов и полската дворянка Марианна Косаковска.
Отначало Анна учи в Люблин, след това в девическото училище във Варшава; по-късно заедно със сестра си завършват Пулавския институт за благородни девици. След завършване на образованието си Анна живее в Люблин, където активно участва в много религиозни и патриотични мероприятия. През 1861 за участие в демонстрация е въдворена в затвор.
Анна Пустовойтова е най-известна с ролята и участието си в Полското въстание през 1863 когато, предрешена като мъж и под името Михал Смок, тя се сражава под командването на Мариан Лангевич.
Пустовойтова е пленена на 26 ноември 1863 и интернирана във Вологодска губерния, но през 1867 получава амнистия.
След освобождението си емигрира в Прага, а после в Швейцария; през 1870 пристига в Париж и взема активно участие в франко-пруската война и Парижката комуна като военна медсестра и отново се сражава на барикадите; за участието ѝ във франко-пруската война е наградена с Кръст „За заслуги“. След потушаването на Парижката комуна Анна Пустовойтова е арестувана, но е освободена със застъпничеството на международния „Червен кръст“. Тя живее в Париж до края на живота си.